# دان وول
دان وول (بالإنجليزية: Dan Wall)‏ هو عازف بيانو وموسيقي أمريكي، ولد في 1954 في أتلانتا في الولايات المتحدة.

## وصلات خارجية
- دان وول على موقع ميوزك برينز (الإنجليزية)
- دان وول على موقع ديسكوغز (الإنجليزية)
- دان وول على موقع ديسكوغز (الإنجليزية)